# Rue des Francs-Bourgeois
Rue des Francs-Bourgeois je ulice v Paříži v historické čtvrti Marais, kde tvoří hranici mezi 3. a 4. obvodem.

## Poloha
Ulice vede od Place des Vosges a končí u Rue des Archives, odkud směrem na západ pokračuje Rue Rambuteau. Ulice odděluje 3. a 4. obvod, takže se lichá čísla domů se nacházejí ve 4. obvodu, a sudá čísla ve 3. obvodu.

## Historie
Ulice je doložena ve 14. století, kdy vedla podél městských hradeb Filipa II. Augusta. Její název se různě vyvíjel – Rue des Poulies, Rue des Viez Poulies nebo Rue des Vieilles Poulies, Rue Richard des Poulies, Rue Ferri des Pulleys. Názvy vycházejí z tkalcovských stavů, neboť v ulici se nacházely tkalcovské dílny.
V roce 1334 byl v ulici zřízen chudobinec, jehož chudí obyvatelé byli osvobozeni od daní a nazývali se tak francs-bourgeois (svobodní, tj. osvobození měšťané). Za Francouzské revoluce se ulice nazývala Rue des Francs Citoyens.
Část ulice východně od Rue Vieille-du-Temple až k Rue du Grand Chantier (dnešní Rue des Archives) nesla název Rue de Paradis, za Druhého císařství se nazývala Rue de Paradis-au-Marais.
Původní Rue des Francs-Bourgeois vedla od Rue Vieille-du-Temple k Rue Payenne. V 19. století byla prodloužena a zahrnula tak do sebe další ulice: Rue de Paradis-au-Marais mezi Rue Vieille-du-Temple a Rue des Archives, Rue Neuve- Sainte-Catherine mezi Rue Payenne a Rue de Turenne a Rue de l'Écharpe mezi Rue de Turenne a Place des Vosges.

## Zajímavé objekty

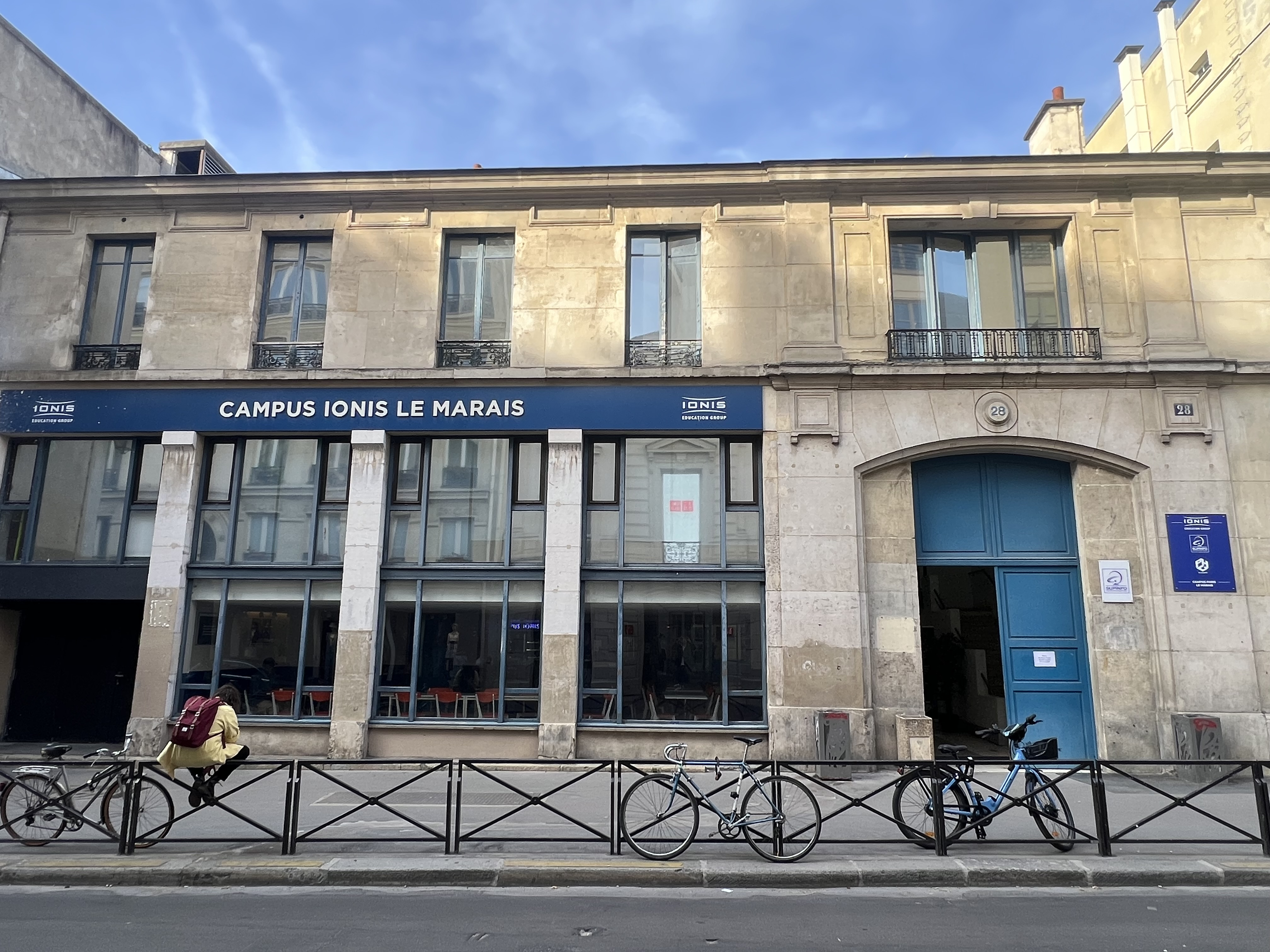
Kampus IONIS Education Group Le Marais

- dům č. 12: původně kasárna četnictva
- dům č. 14: během Francouzské revoluce od února 1794 zde žil Jean-Lambert Tallien.
- dům č. 24: se svými rodiči zde žil Isidore Kargeman, jedno z dětí z Izieu. Jako židé byli deportováni do Osvětimi, kde zahynuli.
- dům č. 25: v domě je vstup do Jardin de l'Hôtel-Lamoignon – Mark-Ashton
- dům č. 26: hôtel Mortier de Sandreville pochází z roku 1585, přestavěný v roce 1767, od roku 1981 je chráněn jako historická památka.
- dům č. 28: Kampus IONIS Education Group Le Marais
- domy č. 29 bis a 31: hôtel d'Albret. Palác nechal postavit kolem roku 1550 konetábl Anne de Montmorency (1493–1567). Později jej vlastnil královský sekretář Henri du Plessis-Guénégaud (1609–1676) a palác byl přestavěn podle plánů Françoise Mansarta. Od Guénégauda jej získal jeho švagr César Phœbus d'Albret (1614–1676). V roce 1700 byla fasáda upravena do současné podoby. Na konci 18. století byl palác přeměněn na výrobnu svítidel. V roce 1989 palác koupilo město Paříž. Po restaurování zde sídlí Direction des affaires culturelles de la ville de Paris.
- dům č. 30: hôtel d'Almeyras
- dům č. 33: hôtel Barbes, dříve hôtel de Seré ze 17. století. Fasáda do ulice byla upravena v 19. století. V roce 1961 byl dům odsouzen k demolici, ale zachráněn díky spolku Amis du Marais. V letech 1701–1713 zde bydlel Jean de Serré de Rieux (1668–1747), rada pařížského parlamentu, básník a ochránce hudebního skladatele Jeana Baptisty Morina (1677–1745).
- domy č. 34–36: hôtel de Poussepin, kde sídlí Švýcarské kulturní centrum.
- domy č. 35–37: Hôtel Le Tellier, kde sídlí Maison de l'Europe de Paris. Domem je možný vstup do jardin des Rosiers – Joseph-Migneret.
- dům č. 38: vstup do impasse des Arbalétriers, kde byl v roce 1407 zavražděn Ludvík z Valois.
- dům č. 39: sídlo Société des Cendres (1866), která se zabývala zpracováním vzácných kovů z odpadu klenotníků a zlatníků. V suterénu je malé muzeum vystavující některé staré přístroje.
- dům č. 44: hôtel Hérouet
- dům č. 53: severní vstup do kostela Notre-Dame-des-Blancs-Manteaux
- dům č. 54: hôtel de Jaucourt, kde sídlí Service interministériel des archives de France
- domy č. 55–57: zastavárna Crédit municipal de Paris na místě budov bývalého kláštera Blancs-Manteaux a bývalých městských hradeb Filipa II. Augusta. U vstupu se dochovala věž zvaná Pierre-Alvart.
- dům č. 56: hôtel de Fontenay, kde sídlí Service interministériel des Archives de France
- dům č. 58: hôtel Le Tonnelier de Breteuil z roku 1626 připojený v roce 1862 k hôtel de Soubise
- dům č. 58 bis: hôtel d'Assy, z roku 1701 taktéž připojený k hôtel de Soubise
- dům č. 60: hôtel de Soubise, sídlo Národního archivu